# Ted Bessell
Ted Bessell (20 de marzo de 1935 – 6 de octubre de 1996) fue un actor estadounidense.

## Biografía
Nacido en el vecindario de Flushing, en la ciudad de Nueva York, Bessell se orientó en un principio para seguir una carrera dedicada a la música clásica, y a los 12 años tocó el piano en un recital en el Carnegie Hall. 
Sin embargo, tras graduarse en 1958, Bessell se centró en la interpretación. Estudió con Sandford Meisner en el Neighborhood Playhouse, estudiando danza y movimiento dramático con Martha Graham y Louis Horst, fue miembro de una clase de interpretación profesional bajo la dirección de Meisner, y trabajó con Wynn Handman en otro grupo interpretativo profesional. 
Actuó y dirigió teatro de verano interpretando un amplio espectro de obras, que abarcaban desde Shakespeare a Jule Styne. Fue entonces elegido para actuar en Nueva York en la obra The Power of Darkness, lo cual le facilitó otros trabajos con el Blackfriars Guild. También fue coproductor junto a su hermano, el escritor y director Frank Bessell, de la obra de Joe Orton Crimes of Passion, dirigida por Michael Kahn. 
Bessell viajó a Los Ángeles, California, para trabajar en la producción de la obra de Thomas Wolfe Look Homeward, Angel, por la cual recibió buenas críticas. Tras ello actuó en los filmes The Outsider, con Tony Curtis, y Lover, Come Back, con Rock Hudson y Doris Day. 
En 1962 Bessell interpretó a Tom-Tom DeWitt en la serie televisiva de la NBC It's a Man's World, junto a Glenn Corbett, Michael Burns, y Randy Boone. En 1966 trabajó con regularidad en la producción protagonizada por Jim Nabors Gomer Pyle, U.S.M.C.. Bessell trabajó en largometrajes como McHale's Navy Joins The Air Force y Don't Drink the Water (Los USA en zona rusa), con Jackie Gleason y Estelle Parsons. También trabajó en el  telefilme Your Money Or Your Wife.
El papel más conocido de Bessell fue el de Donald Hollinger, el amigo de Marlo Thomas en la serie That Girl, la cual se emitió cinco temporadas entre 1966 y 1971. Cuando la misma llegó a su fin, Bessell actuó en otro sitcom, Me and the Chimp, creado por Garry Marshall, y que se emitió en 1972 sin ningún éxito.
Hasta 1977 no volvió a trabajar en un sitcom, en este caso The Mary Tyler Moore Show, con el papel de Joe Warner. 
En los años ochenta Bessell actuó en varios telefilmes, incluyendo Breaking Up Is Hard to Do y The Acorn People. También trabajó con regularidad en un par de series inusuales, Good Time Harry y Hail to the Chief, como el marido del personaje de Patty Duke, su última interpretación de importancia. 
Bessell se pasó a la dirección, haciéndose cargo de episodios de The Tracey Ullman Show y Sibs. En 1989 compartió un Emmy como productor de Tracey Ullman. 
Ted Bessell falleció en 1996 en Los Ángeles, California, a causa de un aneurisma de aorta. En ese momento estaba preparando dirigir la versión para la gran pantalla de la serie Bewitched. Fue enterrado en el Cementerio Woodlawn de Santa Mónica (California).